# آيت احماد (فاصك)
آيت احماد هي إحدى مشيخات المملكة المغربية، تتبع جغرافيا لإقليم كلميم وإداريًا لفاصك. يقدر عدد سكانها بـ 2674 نسمة حسب الإحصاء الرسمي للسكان والسكنى لسنة 2004.